# Przeciążenie
Przeciążenie, nadważkość – stan, w jakim znajduje się ciało poddane działaniu sił zewnętrznych innych niż siła grawitacji, których wypadkowa powoduje przyspieszenie inne niż wynikające z siły grawitacji. Przyjęto wyrażać przeciążenie jako wielokrotność standardowego przyspieszenia ziemskiego. Tak zdefiniowane przeciążenie jest wektorem, mającym kierunek i zwrot.
Przeciążenie może być powodowane przez wibracje, manewry obiektu takiego jak samolot czy samochód, ciąg silników napędowych statku kosmicznego, ciśnienie gazów przyspieszających w lufie pocisk, kolizje itp.
1 g to składowa pionowa przeciążenia ciała znajdującego się na powierzchni Ziemi w spoczynku lub w ruchu ustalonym, 0 g odpowiada stanowi nieważkości (spadek swobodny pod działaniem sił grawitacji). Znajomość przewidywanych przeciążeń umożliwia obliczenie obciążeń i odpowiednie zaprojektowanie konstrukcji obiektów technicznych, a także ocenę narażeń, jakim poddawane będą w rozważanych okolicznościach organizmy żywe.
Przeciążenie (jak i niedociążenie) może mieć wyłącznie wartość nieujemną (dodatnią lub równą 0). Znak przyspieszenia charakteryzuje umowny kierunek działania sił:
Dodatnie
- Gz+ siły działają w dół na sylwetkę stojącego człowieka, od głowy do stóp (np. ruszająca winda w górę),
- Gx+ siły działają wzdłuż sylwetki stojącego człowieka, od klatki piersiowej do pleców (np. przyspieszanie auta).

Ujemne
- Gz– siły działają w górę na sylwetkę stojącego człowieka, od stóp do głowy (np. ruszająca winda w dół),
- Gx– siły działają wzdłuż sylwetki stojącego człowieka, od pleców do klatki piersiowej (np. hamowanie auta).

Z uwagi na położenie delikatnie ukrwionych organów (mózg, gałki oczne) kierunek przyspieszenia powoduje odpowiednio napływ lub odpływ krwi, powodując zmianę jej ciśnienia w tych narządach. W przypadku napływu krwi i wzrostu jej ciśnienia wzrasta prawdopodobieństwo wystąpienia wylewów do mózgu zagrażających zdrowiu i życiu lub do gałek ocznych zagrażających częściowym lub trwałym upośledzeniem widzenia. Z tego też powodu organizm człowieka dużo lepiej znosi przeciążenia dodatnie niż ujemne.
Największe, jednak najkrócej działające, przeciążenia występują w trakcie katapultowania (w niektórych radzieckich konstrukcjach nawet 20–22 g, w zachodnich samolotach 12–14 g), podczas wyczynowej akrobacji lotniczej, podczas walki powietrznej samolotu myśliwskiego (do 10 g). Duże przeciążenia występują podczas szybkiego wyprowadzenia (wyrwania) z lotu nurkowego i ogólnie podczas wszystkich manewrów lotniczych wykonywanych podczas lotu z dużą prędkością po łuku. Człowiek w stanie spoczynku poddany jest przeciążeniu 1 g, a 0 g w stanie nieważkości.
Długotrwałe przeciążenie dodatnie doprowadza do zaburzeń widzenia (krew odpływa z siatkówki oka), a im większa jest wartość przeciążenia, tym krócej może ono działać na organizm bez obawy o niekorzystny wpływ na stan zdrowia. Ponadto występują zaburzenia świadomości (pod postacią przymglenia lub częściowego zamroczenia), co jest związane z zaburzeniami w ukrwieniu mózgu.
Skutki przeciążenia można zmniejszać, np. stosując skafander przeciwprzeciążeniowy czy umieszczając pilota w pozycji leżącej. Przyspieszenia poprzeczne (np. plecy – piersi) mogą być około dwukrotnie większe niż dodatnie. Głównymi objawami są utrudnienie oddychania i trudności w poruszaniu kończynami. Powolny wzrost przyspieszenia jest znoszony lepiej niż szybki. Ważną rolę odgrywa systematyczny trening i dobra sprawność fizyczna pilota.
W życiu codziennym stanu przeciążenia można doświadczyć np. w ruszającej lub zatrzymującej się windzie, w zakręcającym lub pokonującym nierówności samochodzie, w czasie podróży samolotem – szczególnie gdy występują turbulencje. W życiu codziennym największe przeciążenia występują podczas wypadków drogowych, a także katastrof lotniczych; są one powodem obrażeń wielonarządowych.
Duże przeciążenia, głównie w celu badania ich wpływu na pilotów i astronautów, uzyskuje się w wirówce przeciążeniowej.

## Największe przeciążenia przeżyte przez człowieka
Dobrowolne:
- ppłk John Stapp w 1954 r. doznał przeciążenia 46,2 g w saniach rakietowych[5]. W wyniku tego eksperymentu popękały mu naczynia krwionośne w gałce ocznej (okresowa utrata wzroku, który J. Stapp odzyskał – szczęśliwie siatkówki w oczach nie były uszkodzone).

Mimowolne:
- kierowca F1, David Purley w roku 1977 w wyniku gwałtownego hamowania (z 173 km/h do zera, na odcinku 0,66 m), przeżył przeciążenie 179,3 g. Złamał w wielu miejscach nogi, miednicę i żebra[6],
- w 2003 roku Kenny Bräck był uczestnikiem wypadku w wyścigu IRL IndyCar Series, podczas którego zderzył się z Tomasem Scheckterem. Pojazdy zahaczyły o siebie kołami, czego skutkiem było wyniesienie się w powietrze, zderzenie z siatką graniczną toru i rozpad auta. Najwyższy wynik podany przez urządzenie do pomiaru zmian przyspieszenia, które jest montowane w samochodach wyścigowych, był równy 214 g.